# Caught in a Web
"Caught in a Web" druga je pjesma s albuma Awake (izdan 1994. godine) američkog progresivnog metal sastava Dream Theater. Tekst pjesme napisali su James LaBrie i John Petrucci. Izuzevši skladbu "The Silent Man" (jer je dio suite), "Caught in a Web" je najkraća skladba na albumu Awake, s trajanjem od 5 minuta i 28 sekundi. Osim na studijskom albumu, pjesma je još uključena u uživo izdanje Live Scenes from New York.

## Izvođači
- James LaBrie - vokali
- John Petrucci - električna gitara
- John Myung - bas-gitara
- Mike Portnoy - bubnjevi
- Kevin Moore - klavijature